# Anafroptilum
Anafroptilum is een geslacht van haften (Ephemeroptera) uit de familie Baetidae.

## Soorten
Het geslacht Anafroptilum omvat de volgende soorten:
- Anafroptilum bifurcatum
- Anafroptilum kazlauskasi